# Hypolimnas magnifica
Hypolimnas magnifica är en fjärilsart som beskrevs av Rothschild 1918. Hypolimnas magnifica ingår i släktet Hypolimnas och familjen praktfjärilar. Inga underarter finns listade i Catalogue of Life.